# Icar Air
Icar Air is een particuliere luchtvaartmaatschappij uit Bosnië en Herzegovina. De maatschappij vliegt een vrachtroute vanaf Sarajevo naar Ancona, Italië. Ze maakt gebruik van twee LET 410 vliegtuigen. Sinds augustus 2009 vliegt men ook met een enkele Boeing 737-301. Deze machine wordt gehuurd van Tajik Air.